# Ружинець
Ружинець (пол. Różyniec, нім. Rosenthal) — село в Польщі, у гміні Ґромадка Болеславецького повіту Нижньосілезького воєводства.
Населення — 399 осіб (2011).
У 1975-1998 роках село належало до Легницького воєводства.

## Історія
Назва села вперше згадується у 1305 році як Росінталь. З роками назва села кілька разів змінювалася, але, нарешті, сучасна польська назва села - Ружинець. Походження села слід пов'язувати зі слов'янським поселенням 11-12 століть. Воно було знову заселене у 13 столітті під час припливу колонізаторів із заходу. Однак, на сьогоднішній день ми знаємо відносно мало про історію села. Ми можемо згадати лише кілька дат, які нагадують про важливі для села події. У 1760 році була заснована перша євангельська школа. До цього навчання проводилося на фермі поміщика Баумана. Однак найтрагічнішою датою для Ружинець стали 23-24 липня 1815 року, коли згоріло ціле село Ружинець, разом зі школою. Однак менш ніж через рік її було відбудовано.

## Демографія
Демографічна структура станом на 31 березня 2011 року:
|          | Загалом | Допрацездатний вік | Працездатний вік | Постпрацездатний вік |
| -------- | ------- | ------------------ | ---------------- | -------------------- |
| Чоловіки | 200     | 45                 | 139              | 16                   |
| Жінки    | 199     | 32                 | 132              | 35                   |
| Разом    | 399     | 77                 | 271              | 51                   |